# 網路電腦參考輪廓
網路電腦參考輪廓原文為英文：Network Computer Reference Profile，簡稱：NC reference profile或NCRP，是針對網路電腦所制訂的一項規範，由甲骨文公司所推動，並獲得昇陽電腦、IBM、蘋果電腦、網景通訊公司等業者的認同，此制訂於1996年完成。NCRP的首版規格也有NC1 Reference Profile的稱呼。
NCRP定義了一部網路電腦至少應具備的軟硬體功能與規格，其中軟體方面必須要能支援以IP為基礎的通訊協定（如TCP/IP、FTP等）、WWW標準（HTTP、HTML、Java應用程式環境）、電子郵件的通訊協定、多媒體檔案格式、安全標準。
至於硬體的最低需求則為：
- 須具備VGA等級（640 x 480）或等同的顯示解析度
- 須具備指向裝置（pointing device）
- 須具備文字輸入
- 須具備音訊輸出